# 宇宙Gメン
『宇宙Gメン』（うちゅうジーメン）は、1963年8月20日から同年10月8日まで日本テレビ系で全8話が放送された、日本電波映画製作の特撮番組。モノクロ。30分番組。三洋電機の一社提供。

## 概要
南太平洋のアンドロメダ島で宇宙開発の研究を妨害する国際陰謀団・デモン帝国と、謎のヒーロー・宇宙Gメンとの戦いを描いたSF宇宙活劇である。
1クール分の全13話が制作されたいたが、視聴率の方が振るわずに第8話をもって終了となり、未放送の回もある。また第6話「パルワ島の対決」と第11話（タイトル不明）のフィルムが行方不明のため、DVDには未収録である。
荘司としおによる漫画版が「冒険王」に連載された。

## スタッフ
- 原作：双葉十三郎、山中博
- 製作：松本常保
- 監督：曲谷守平、出口十三夫、峰徳夫
- 脚本：大谷明、梶原雄一、高久進、山野利一
- 特撮監督：影山晴紀
- 科学考査：金子節
- 音楽：小倉也寸志

## キャスト
- 早風 譲二：平井昌一
- 月村 武：倉丘伸太郎
- 川中博士：源八郎
- 川中 マリ：東孝子
- 小西 達夫：齊藤伸男[2]

## サブタイトルリスト
1. 宇宙ボタルの秘密
2. 盗まれた宇宙艇
3. 幽霊衛星現わる
4. レダ5号不時着す
5. 複写人間
6. パルワ島の対決[3]
7. ロボット部隊の襲撃
8. アンドロメダ号ついに飛ぶ
9. 空飛ぶ円盤の謎[4]
10. 七人の宇宙旅行者[4]
11. [3][4]
12. 宇宙ステーションの恐怖[4]
13. 宇宙への脱出[4]

## 映像ソフト化
未放映に終わった第9話以降はソフト化の際に収録されたことで初公開されている。フィルムが行方不明になっている第6話・第11話は未収録。
- 1990年以前にヴイ・シー・エーからビデオソフトが発売されている[1]。全4巻[1]。
- 2001年11月22日に発売スパック・販売エスモックによりDVD-BOXが発売された[5]。
- 2002年3月22日に全3巻のDVDが発売。
- 2009年11月18日にDVD-BOXが発売。